# Pelagonemella javaense
Pelagonemella javaense is een rondwormensoort uit de familie van de Oncholaimidae.